# Небесный сильф
Небесный сильф (Aglaiocercus kingii) — птица из семейства колибри (Trochilidae).

## Описание
Самцы небесного сильфа длиной примерно 18 см, в то время как самки вырастают только до 9,7 см. Короткий клюв длиной примерно 13 мм у обоих полов. Оперение самца преимущественно блестяще-зелёное. На голове у колибри зелёная макушка. На горле имеется блестящее синее пятно. У подвидов A. k. caudatus и A. k. emmae оно отсутствует. Длинный ступенчатый хвост может быть длиной до 11,4 см. Его цвет может варьировать от металлически зелёного или сине-зеленого до лилового. У подвидов A. k. kingi и A. k. caudatus цвет даже синий. Нижняя сторона хвоста чёрная.
Оперение верхней части тела самки также блестяще-зелёное. Белёсое горло и грудь усыпано зелёными пятнами. Нижняя часть тела коричневая. Тёмный, сине-зелёный хвост скорее незаметен.

## Распространение
Ареал вида имеет площадь примерно 440 000 км² в южноамериканских странах Венесуэле, Колумбии, Эквадоре, Перу и Боливии. Птица относительно часто обитает по опушкам лесов, на полянах, а также в садах. Обычно она не задерживается во внутренней части леса. Небесный сильф предпочитает обитать на высоте от 1 400 до 3 000 м над уровнем моря. Подвид A. k. caudatus обитает в восточных Андах севернее колумбийского департамента Сантандер. A. k. kingi также обитает в восточных Андах между Букараманга и Кундинамарка. A. k. emmae можно встретить в центральных и западных Андах в Кауке или на горных склонах Нариньо.

## Питание
Небесный сильф вместе с другими колибри собирает нектар цветущих деревьев. При этом он часто зависает перед цветком. Иногда он также крепко хватается за него. Птица ловит также насекомых.

## Размножение
Объёмное, изогнутое гнездо небесный сильф строит из мха и растительных волокон. Для его стабилизации птица использует ветки с листьями. Вход в гнездо расположен сбоку.

## Подвиды
Известно 6 подвидов:
- Aglaiocercus kingii margarethae (Heine, 1863)
- Aglaiocercus kingii caudatus (Berlepsch, 1893)
- Aglaiocercus kingii emmae (Berlepsch, 1893)
- Aglaiocercus kingii kingii (Lesson, 1832)
- Aglaiocercus kingii mocoa (Delattre & Bourcier, 1846)
- Aglaiocercus kingii smaragdinus (Gould, 1846)

Aglaiocercus kingii berlepschi (Hartert, 1898), иногда обозначается как Aglaiocercus berlepschi.
Таксон Neolesbia nehrkorni (Berlepsch, 1887) известен только по двум чучелам из Колумбии. Сегодня он рассматривается как гибрид между небесным сильфом и пурпурноспинным короткоклювым колибри (Ramphomicron microrhynchum).